# MUVE

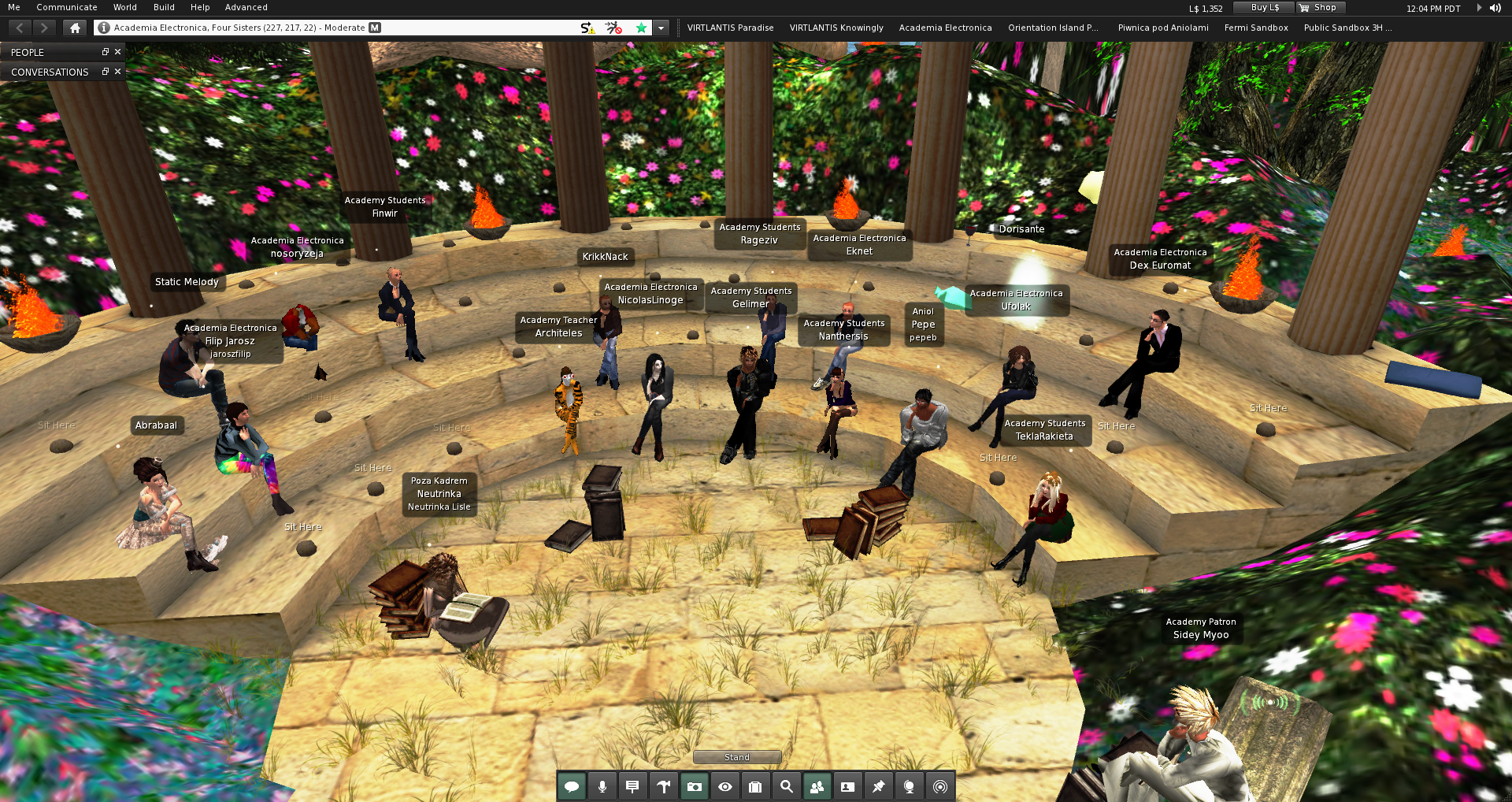
Una conferenza virtuale su Second Life di Academia Electronica, un'organizzazione dell'Università Jagellonica

Un MUVE, acronimo di multi-user virtual environment, lett. "ambiente virtuale multiutente" in inglese, detto anche mondo virtuale, è una simulazione computerizzata, dotata di grafica e persistente, di un ambiente in cui più utenti possono interagire controllando ciascuno un proprio personaggio detto avatar.
Il termine non ha una definizione comunemente accettata; tra gli studiosi c'è chi considera MUVE anche i videogiochi massively multiplayer online game (MMO), e chi soltanto gli ambienti simulati privi di obiettivi da gioco e orientati principalmente alla socializzazione. Per precisare che si tratta di questi ultimi si usa anche il termine social MUVE.
Nei primi anni 2000 i MUVE promettevano di essere il futuro di Internet, sebbene sui media venissero anche additati come luoghi sregolati e di dispersione per i giovani, dove i frequentatori sono figure solitarie in fuga dalla realtà. I social MUVE sono stati poi superati dai social network per rilevanza tra il grande pubblico.

## Storia
Gli antesignani dei MUVE sono spesso considerati i videogiochi multi user dungeon (MUD), originariamente solo testuali, introdotti nel 1978 in ambienti universitari. Sono avventure di esplorazione di dungeon multiutente, dove ogni utente è rappresentato da uno pseudonimo e un personaggio, sebbene ancora solo descritto a parole.
Nel 1986 la Lucasfilm Games pubblicò la versione beta del primo MUVE commerciale su larga scala, Habitat, disponibile come gioco online su Quantum Link (poi divenuto America On Line). Habitat, come i moderni MUVE, è dotato di grafica, in questo caso bidimensionale, e di avatar degli utenti.
L'espressione multi-user virtual environment fu usata già nel 1990 in un documento su Habitat presentato dai suoi progettisti alla prima conferenza internazionale annuale sul ciberspazio.
Le prime quantità di utenti all'altezza di un massively multiplayer online role-playing game (MMORPG) si raggiunsero nel 1996 con Meridian 59, sebbene il termine MMORPG sia stato coniato con Ultima Online del 1997. Questo fu la vera svolta, per il numero di utenti, circa 10 000 già a poco tempo dal lancio, e per la sua economia interna complessa.
Dopo Habitat anche i social MUVE progredirono: nel 1995 entrò in funzione Active Worlds (mondo 3D, ex AlphaWorld), nel 2000 Habbo Hotel e nel 2002 The Sims Online (mondi isometrici). Nel 2003 aprì il MUVE 3D Second Life, che ha raggiunto la maggiore risonanza mediatica, ed è arrivato a circa dieci milioni di utenti nel 2008, quando il suo richiamo stava già diminuendo.
Servizi come Second Life e The Sims Online si sono evoluti rapidamente in ambienti vietati ai minori.
Nell'ambito dei videogiochi il MMORPG World of Warcraft aprì nel 2004 e già nel 2006 aveva una base di circa dodici milioni di utenti paganti.
Tuttavia poco tempo dopo l'interesse per i social MUVE diminuì fortemente, quando molti utenti e aziende spostarono il loro interesse sui social network; rimasero solo gli MMORPG a richiamare ancora milioni di giocatori.
Nonostante lo scalpore suscitato da truffe, attività a sfondo sessuale e altre controversie che i mondi virtuali permettevano, i MUVE sono stati utilizzati in numerose sperimentazioni e applicazioni delle scienze dell'educazione.
Ad esempio due progetti pensati per gli alunni delle scuole medie furono River City dell'Università Harvard, per stimolare i bambini più refrattari ai metodi di insegnamento tradizionali, ed ecoMUVE della Harvard Graduate School of Education, un ambiente naturale virtuale per l'insegnamento dell'ecologia.
Nel 2005-2008, all'interno del piano Learning@Europe, il Politecnico di Milano contribuì allo sviluppo di MUVE per 6000 studenti delle scuole superiori di 18 stati dell'Unione Europea e di tre classi dell'Accademia militare di West Point. Il progetto mirava alla condivisione delle storie nazionali dei vari paesi e a usare un metodo di apprendimento basato sulla collaborazione e sulla competizione costruttiva nei mondi virtuali.
Nonostante la posizione non preminente, i MUVE sono ancora un campo attivo; numerosi studi sono utilizzati ad esempio nel supporto psicologico, nella riabilitazione e nell'insegnamento universitario, fermo restando che la maggior parte della risonanza mediatica è sempre stata per i MUVE commerciali.

## Utenze
I luoghi comuni sui MUVE fanno spesso pensare ai loro utenti come a adolescenti asociali, persi nei MMOG e a rischio di dipendenza; oppure, nel caso dei social MUVE, gente che sfrutta l'anonimato dell'avatar per dare sfogo a fantasie sessuali, ordire inganni e abusi. Ma la reale situazione è più articolata.
Tra i primi ad analizzare scientificamente le comunità di giocatori di MMORPG ci fu Edward Castronova, professore di media dell'Università dell'Indiana. Nel saggio Synthetic Worlds (2005) Castronova riporta due sondaggi dei primi anni 2000 fatti a giocatori di EverQuest, dove risultò che l'età media dei partecipanti, prevalentemente maschi, era più di 24 anni, molto maggiore di quanto ci si aspettasse. Almeno il 20% dei giocatori era coniugato e il 15% aveva un figlio; il 25% giocava insieme a un familiare.
Anche secondo altri studi su MMORPG come World of Warcraft, frequentemente i giocatori non erano adolescenti e avevano rapporti sociali fuori dal gioco. Lo studio etnografico My Life as a Night Elf Priest (2010) di Bonnie A. Nardi, sulla comunità statunitense, mostrò che gli utenti erano consapevoli del rischio della dipendenza, e i membri della gilda analizzata sostenevano gli eventuali compagni bisognosi di sospendere per un po' il gioco.
In varie ricerche sui social MUVE condotte negli anni 2001-2015 circa, gli utenti mostravano di non perdere la connessione con la realtà, spesso avente anche rapporti con quella virtuale. Ad esempio i MUVE venivano usati per comunicare online con persone care lontane, con un senso di presenza maggiore rispetto a una classica telefonata.
I MUVE servivano per un'ampia gamma di necessità, che in parte potevano essere soddisfatte più rapidamente nel mondo virtuale che in quello reale.
Nel virtuale, l'efficacia delle proprie azioni appariva più percepibile; ad esempio gli utenti ritenevano di avere maggiori possibilità di relazionarsi con persone molto diverse o lontane, e di poter sperimentare più liberamente ruoli insoliti per scoprire lati nascosti o trascurati della propria personalità. Ne deriverebbero anche effetti positivi nella vita reale.

## Etica
Le comunità affrontavano spesso la questione di cosa sia da considerarsi lecito all'interno dei mondi virtuali. Nel saggio The Second Self (2005), Sherry Turkle citò come esempio un dibattito in The Sims Online suscitato dalla presenza di aziende come McDonald's nella simulazione, riguardo all'opportunità di proteste e boicottaggi virtuali anticonsumisti.
Già nello storico Habitat sorse la questione della legittimità del furto e dell'omicidio, in quel mondo sociale nient'affatto orientato al combattimento. Gli ideatori del gioco, Morningstar e Farmer, condussero il primo sondaggio nella storia dei MUVE. L'omicidio divise la comunità a metà: chi lo definiva scorretto e da abolire da Habitat, e chi lo considerava parte del divertimento, trattandosi dopotutto solo di un gioco.
Nel saggio Transcending Taboos (2012) di Garry Young e Monica Whitty si evidenziò che, sebbene non ci siano leggi etiche uniformi tra i vari mondi virtuali, comunque i tabù erano presenti, con percezioni personali degli utenti legate a come venivano gestiti quegli stessi tabù nelle rispettive società reali.
Secondo uno studio pubblicato sulla rivista Computers in Human Behavior (2016), in Second Life le convenzioni morali erano condivise soprattutto tramite il pettegolezzo, per sapere chi e perché fosse normalmente considerato una persona fidata oppure un elemento scorretto da evitare.